# (247553) Berndpauli
(247553) Berndpauli est un astéroïde de la ceinture principale et plus spécifiquement du groupe de Hilda.

## Description
(247553) Berndpauli est un astéroïde du groupe de Hilda. Il présente une orbite caractérisée par un demi-grand axe de 3,97 UA, une excentricité de 0,15 et une inclinaison de 8,7° par rapport à l'écliptique.

## Compléments